# Nuoto sincronizzato ai campionati mondiali di nuoto 2015 - Singolo (programma tecnico)
La competizione di nuoto sincronizzato - Singolo tecnico dei campionati mondiali di nuoto 2015 si è disputata il 25 luglio 2015 alla Kazan Arena di Kazan'. La fase preliminare ha avuto inizio alle ore 09:00 (UTC+3) del 25 luglio 2015, la finale si è svolta in seguito alle ore 17:30.

## Medaglie
| Posizione | Atleta            | Paese  |
| --------- | ----------------- | ------ |
| Oro       | Svetlana Romašina | Russia |
| Argento   | Ona Carbonell     | Spagna |
| Bronzo    | Sun Wenyan        | Cina   |

## Risultati
In verde sono denotate le finaliste.
| Pos. | Atleta               | Nazionalità    | Preliminare | Preliminare | Finale    | Finale |
| Pos. | Atleta               | Nazionalità    | Punti       | Pos.        | Punti     | Pos.   |
| ---- | -------------------- | -------------- | ----------- | ----------- | --------- | ------ |
|      | Svetlana Romašina    | Russia         | 94,3860     | 1           | 95,2680   | 1      |
|      | Ona Carbonell        | Spagna         | 91,4408     | 2           | 93,1284   | 2      |
|      | Sun Wenyan           | Cina           | 91,3262     | 3           | 91,5479   | 3      |
| 4    | Anna Vološyna        | Ucraina        | 90,0364     | 4           | 90,8912   | 4      |
| 5    | Yukiko Inui          | Giappone       | 89,5851     | 5           | 90,7603   | 5      |
| 6    | Jacqueline Simoneau  | Canada         | 88,0766     | 6           | 89,0237   | 6      |
| 7    | Linda Cerruti        | Italia         | 86,2072     | 7           | 86,2559   | 7      |
| 8    | Evangelia Platanioti | Grecia         | 84,9694     | 8           | 85,3727   | 8      |
| 9    | Mary Killman         | Stati Uniti    | 82,9311     | 10          | 84,5857   | 9      |
| 10   | Anastasia Gloushkov  | Israele        | 82,9353     | 9           | 84,3204   | 10     |
| 11   | Kang Un-ha           | Corea del Nord | 80,2460     | 12          | 83,0956   | 11     |
| 12   | Estel-Anaïs Hubaud   | Francia        | 82,6548     | 11          | 83,0030   | 12     |
| 16.5 | H09.5                |                |             |             | 00:55.635 | O      |
| 13   | Soňa Bernardová      | Rep. Ceca      | 80,0377     | 13          |           |        |
| 14   | Nadine Brandl        | Austria        | 79,4713     | 14          |           |        |
| 15   | Sascia Kraus         | Svizzera       | 78,5041     | 15          |           |        |
| 16   | Etel Sánchez         | Argentina      | 78,2419     | 16          |           |        |
| 17   | Eszter Czékus        | Ungheria       | 76,5992     | 17          |           |        |
| 18   | Marlene Bojer        | Germania       | 76,2452     | 18          |           |        |
| 19   | Reem Abdalazem       | Egitto         | 74,2780     | 19          |           |        |
| 20   | Hristina Damyanova   | Bulgaria       | 72,8160     | 20          |           |        |
| 21   | Uhm Ji-wan           | Corea del Sud  | 70,6077     | 21          |           |        |
| 22   | Karla Loaiza         | Venezuela      | 70,1050     | 22          |           |        |
| 23   | Cristy Alfonso       | Cuba           | 66,8716     | 23          |           |        |
| 24   | Kerry Norden         | Sudafrica      | 61,7306     | 24          |           |        |